# Ričardas Zdančius
Ričardas Zdančius (ur. 17 stycznia 1967 w Gorżdach) – litewski piłkarz występujący na pozycji obrońcy.

## Kariera klubowa
Zdančius karierę rozpoczynał w 1988 roku w Žalgirisie Wilno, grającym w pierwszej lidze ZSRR. W 1990 roku grał w innym zespole tej ligi, Dinamo Zugdidi. W 1991 roku wrócił do Žalgirisu, który rozpoczął grę w lidze litewskiej. Dwukrotnie zdobył z nim mistrzostwo Litwy (1991, 1992).
W 1994 roku Zdančius przeszedł do estońskiej Flory Tallinn, z którą w 1995 roku zdobył mistrzostwo Estonii oraz Puchar Estonii. W tym samym roku odszedł do szwajcarskiego drugoligowca, FC Wil. W 1996 roku wrócił do Flory, a rok później wywalczył z nią wicemistrzostwo Estonii. W 1997 roku został zawodnikiem niemieckiego Sportfreunde Siegen z Regionalligi. Grał też w TuS Lingen oraz 1.SC Göttingen 05 (Oberliga).
W 2001 roku Zdančius przeniósł się do litewskiej Vėtry, jednak jeszcze w tym samym roku wrócił do 1.SC Göttingen 05, w którego barwach w 2002 roku zakończył karierę.

## Kariera reprezentacyjna
W reprezentacji Litwy Zdančius zadebiutował 25 marca 1992 w przegranym 0:2 towarzyskim meczu z Polską. 30 marca 1993 w zremisowanym 2:2 towarzyskim pojedynku ze Słowacją strzelił swojego pierwszego w kadrze. W latach 1992–1996 w drużynie narodowej rozegrał 23 spotkania i zdobył 4 bramki.